# Finger-Boden-Abstand
Der Finger-Boden-Abstand, abgekürzt FBA, ist eine medizinische Untersuchung zur Einschätzung der Gesamtbeweglichkeit von Wirbelsäule, Hüfte und Becken. Gemessen wird der Abstand zwischen Boden und Fingerspitzen bei maximaler Vornüberbeugung, wobei die Knie durchgestreckt bleiben sollten. 
Der Finger-Boden-Abstand beträgt normalerweise zwischen 0 cm und 10 cm, bei jungen beweglichen Menschen können jedoch auch negative Werte dokumentiert werden, zu deren Messung der Untersuchte auf eine erhöhte Stufe gestellt wird.
Da der Finger-Boden-Abstand unter anderem auch durch eine eingeschränkte Hüftgelenksbeweglichkeit und Beugekontrakturen mitbeeinflusst wird, ist der absolute Wert bei Wirbelsäulenerkrankungen häufig nur von begrenzter Aussagekraft. Die wiederholte Messung kann jedoch zusammen mit anderen Funktionsuntersuchungen der Wirbelsäule (wie Schober- und Ott-Zeichen) zur einfachen Verlaufskontrolle bei Wirbelsäulenerkrankungen wie der Spondylitis ankylosans eingesetzt werden.
Der Finger-Boden-Abstand wird regelmäßig in medizinischen Gutachten (z. B. für Berufsgenossenschaften) zur Minderung der Erwerbsfähigkeit oder zur Berufsunfähigkeit infolge von Erkrankungen oder Verletzungen von Wirbelsäule, Becken und Hüfte als Messwert angegeben.